# Nigma shiprai
Nigma shiprai är en spindelart som först beskrevs av Benoy Krishna Tikader 1966.  Nigma shiprai ingår i släktet Nigma och familjen kardarspindlar. Inga underarter finns listade i Catalogue of Life.